# 야담수렝깅 토야
야담수렝깅 토야(몽골어: Ядамсүрэнгийн Туяа, 1947년 11월 16일 ~ )는 몽골의 체조 선수이다. 1964년과 1968년 하계 올림픽 체조 종목에 몽골 국가대표 선수로 참가하였다.